# Illilouette Fall
Nevada Fall é uma queda de água localizada no Parque Nacional de Yosemite, na Serra Nevada, Califórnia, Estados Unidos.

## Outros nomes
- Fifth Fork Fall
- South Canyon Creek Falls
- Too-lool-lo-we-ack
- Tooluluwack
- Tu-lu—la-wi-ak
- Tululowehack
- Vernal Fall